# Müden (Aller)
Müden (Aller) är en kommun och ort i Landkreis Gifhorn i förbundslandet Niedersachsen i Tyskland.
Kommunen ingår i kommunalförbundet Samtgemeinde Meinersen tillsammans med ytterligare tre kommuner.